# Wubanoides uralensis
Espèce
Wubanoides uralensis est une espèce d'araignées aranéomorphes de la famille des Linyphiidae.

## Distribution
Cette espèce se rencontre en zone paléarctique de l'Allemagne à la Mongolie.

## Liste des sous-espèces
Selon World Spider Catalog (version 16.5, 12/12/2015) :
- Wubanoides uralensis uralensis (Pakhorukov (d), 1981) - Russie et Mongolie
- Wubanoides uralensis lithodytes Schikora (d), 2004 - Tchéquie et Allemagne

## Systématique
Le nom valide complet (avec auteur) de ce taxon est Wubanoides uralensis (Pakhorukov (d), 1981).
L'espèce a été initialement classée dans le genre Veles sous le protonyme Veles uralensis Pakhorukov, 1981.
Wubanoides uralensis a pour synonymes :
- Veles uralensis Pakhorukov, 1981
- Wubanoides longicornis Eskov, 1986

### Étymologie
Son nom d'espèce, composé de ural et du suffixe latin -ensis, « qui vit dans, qui habite », lui a été donné en référence au lieu de sa découverte, l'Oural.

### Publication originale
- (ru) N.M. Pakhorukov, « [Spiders of the fam. Linyphiidae of the USSR forest fauna] » in Fauna and ecology of insects, 1981, University of Perm, p. 71-85.
- (en) H.-B. Schikora, « Wubanoides uralensis (Pakhorukov 1981) - Geographic variation, mating behaviour, postembryonic development and description of a new subspecies (Araneae, Linphiidae) », Denisia, Biologiezentrum Linz (d), vol. 12,‎ 2004, p. 327-341 (ISSN 1608-8700, OCLC 47810414, lire en ligne).